# Karel Kašpar
Karel Boromejský Kašpar (Mirošov, 16. svibnja 1870. – Prag, 21. travnja 1941.), češki kardinal Katoličke Crkve. Služio je kao nadbiskup Praške nadbiskupije od 1931. do svoje smrti.

## Životopis
Rođen je u Mirošovu te je pohađao sjemenište u Plzeňu i Rimu. Za svećenika je zaređen 25. veljače 1893. godine. 8. ožujka 1920. godine, Kašpar je imenovan naslovnim biskupom Bethsaide i pomoćnim biskupom u Hradec Královu. 13. lipnja 1921. je postao i biskup u istom mjestu, a nadbiskup Praga 22. listopada 1931. Kao praški nadbiskup, bio je ujedno i primat Crkve u Čehoslovačkoj.
Papa Pio XI. posvetio ga je za kardinala svećenika za vrijeme konzistorija 16. prosinca 1935. godine. Bio je jedan od kardinala izbornika koji su sudjelovali u konklavi 1939. godine kada je za papu izabran Pio XII. Kašpar je umro u Pragu, u dobi od 70. godina, a pokopan je u katedrali sv. Vida.

## Vanjske poveznice
- (engl.) Kardinali Katoličke Crkve  Arhivirana inačica izvorne stranice od 5. veljače 2007. (Wayback Machine)
- (engl.) catholic-hierarchy.org

| Titule u Katoličkoj Crkvi   | Titule u Katoličkoj Crkvi      | Titule u Katoličkoj Crkvi |
| --------------------------- | ------------------------------ | ------------------------- |
| prethodnik František Kordač | praški nadbiskup 1931. - 1941. | nasljednik Josef Beran    |